# Hygrochroa lepida
Hygrochroa lepida är en fjärilsart som beskrevs av William Schaus 1905. Hygrochroa lepida ingår i släktet Hygrochroa och familjen silkesspinnare. Inga underarter finns listade i Catalogue of Life.